# Nyctimene cyclotis
Nyctimene cyclotis é uma espécie de morcego da família Pteropodidae. Endêmica da Indonésia, onde é encontrada nas Montanhas Arfak, península de Vogelkop, Nova Guiné Ocidental, também é registrado na ilha Mansuar.